# 歐仁·米歇爾·安東尼亞第

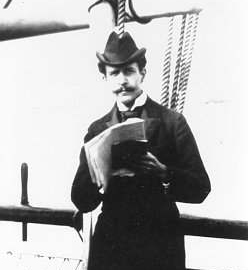
歐仁·米歇爾·安東尼亞第

歐仁·米歇爾·安東尼亞第（法語：Eugène Michel Antoniadi，1870年3月1日—1944年2月10日）是一位希臘天文學家，出生在伊斯坦堡，但一生中大部分時間住在法國。他有時也被稱為“Eugenios Antoniadis”或者“Eugène Michael Antoniadi”，甚至是錯誤的“Eugène Marie Antoniadi”。

## 研究
安東尼亞第是因為觀測火星而聞名，並且一開始支持火星運河的存在；但他在1909年的火星衝時使用巴黎天文台在墨東的口徑83公分望遠鏡觀測後確定所謂的火星運河只是錯視。他也觀測了金星和水星，並且是第一位嘗試畫出水星地圖的人；但他的地圖因為他錯誤地假設水星是和太陽同步自轉而有缺陷。火星第一批標準反照率特徵的名字是國際天文聯會採用了安東尼亞第在1929年繪製的火星圖La Planète Mars中的128個反照率特徵的名字 。

## 紀念
- 火星上的安東尼亞第撞擊坑 (火星)
- 月球上的安東尼亞第環形山
- 水星上的安東尼亞第懸崖 （Antoniadi Dorsum）
- 他也以創造業餘天文學家常用的安東尼亞第視寧度（Antoniadi scale）而聞名。

## 其他
他是相當厲害的西洋棋士。最佳戰績是在1907年在巴黎和西洋棋大師法蘭克·馬歇爾戰成平手，並且贏了另一位西洋棋大師薩維利·塔塔科維。

## 延伸閱讀
- Abetti, Giorgio. .  1. New York: Charles Scribner's Sons: 172. 1970. ISBN 0684101149.
- McKim, Richard J. . Journal of the British Astronomical Association. 1993, 103: 164–170  [2010-09-29]. （原始内容存档于2017-03-13）.
- McKim, Richard J. . Journal of the British Astronomical Association. 1993, 103: 219–227  [2010-09-29]. （原始内容存档于2017-03-13）.

## 外部連結
- 艾德華·溫特, A Chessplaying Astronomer （页面存档备份，存于） (2002)